# العلاقات البلجيكية البولندية
العلاقات البلجيكية البولندية هي العلاقات الثنائية التي تجمع بين بلجيكا وبولندا.

## مقارنة بين البلدين
هذه مقارنة عامة ومرجعية للدولتين:
| وجه المقارنة                                              | بلجيكا                                                                              | بولندا                                                                             |
| --------------------------------------------------------- | ----------------------------------------------------------------------------------- | ---------------------------------------------------------------------------------- |
| المساحة (كم2)                                             | 30.53 ألف                                                                           | 312.68 ألف                                                                         |
| عدد السكان (نسمة)                                         | 11.37 مليون                                                                         | 38.43 مليون                                                                        |
| الكثافة السكانية (ن./كم²)                                 | 372.42                                                                              | 122.91                                                                             |
| العاصمة                                                   | بروكسل                                                                              | وارسو                                                                              |
| اللغة الرسمية                                             | اللغة الهولندية، لغة فرنسية، اللغة الألمانية                                        | اللغة البولندية                                                                    |
| العملة                                                    | يورو، فرنك بلجيكي                                                                   | زلوتي بولندي                                                                       |
| الناتج المحلي الإجمالي (بليون دولار)                      | 492.68 مليار                                                                        | 524.51 مليار                                                                       |
| الناتج المحلي الإجمالي (تعادل القوة الشرائية) بليون دولار | 514.74 مليار                                                                        | 1.02 تريليون                                                                       |
| الناتج المحلي الإجمالي الاسمي للفرد دولار أمريكي          | 40.32 ألف                                                                           | 12.55 ألف                                                                          |
| الناتج المحلي الإجمالي للفرد دولار أمريكي                 | 43.44 ألف                                                                           | 26.14 ألف                                                                          |
| مؤشر التنمية البشرية                                      | 0.890                                                                               | 0.843                                                                              |
| رمز المكالمات الدولي                                      | +32                                                                                 | +48                                                                                |
| رمز الإنترنت                                              | .be                                                                                 | .pl                                                                                |
| المنطقة الزمنية                                           | توقيت وسط أوروبا، ت ع م+01:00، ت ع م+02:00، توقيت وسط أوروبا الصيفي، أوروبا/بروكسل ‏ | توقيت وسط أوروبا، ت ع م+01:00، ت ع م+02:00، أوروبا/وارسو ‏، توقيت وسط أوروبا الصيفي |

## مدن متوأمة
في ما يلي قائمة باتفاقيات التوأمة بين مدن بلجيكية وبولندية:
- ترتبط غنت مع غدانسك باتفاقية توأمة منذ 1958.[16][16][17][18]
- ترتبط جينك مع جيشن باتفاقية توأمة.
- ترتبط كوكلبرغ [الإنجليزية]‏ مع كووبجك باتفاقية توأمة.
- ترتبط هوفاليز مع خوينا باتفاقية توأمة.
- ترتبط تيلت [الإنجليزية]‏ مع Szamotuły [الإنجليزية]‏ باتفاقية توأمة.
- ترتبط لا لوفيير مع كاليش باتفاقية توأمة.
- ترتبط Olen, Belgium [الإنجليزية]‏ مع Białogard [الإنجليزية]‏ باتفاقية توأمة.
- ترتبط شوتان مع تارنوف باتفاقية توأمة.
- ترتبط Malle [الإنجليزية]‏ مع Gmina Zakrzówek [الإنجليزية]‏ باتفاقية توأمة.
- ترتبط بورس مع دبيتسا باتفاقية توأمة.
- ترتبط تونغرين مع كاليش باتفاقية توأمة.
- ترتبط لوفان مع كراكوف باتفاقية توأمة منذ 1984.[19][19][19][19]
- ترتبط Attert [الإنجليزية]‏ مع Gmina Bakałarzewo [الإنجليزية]‏ باتفاقية توأمة.

## منظمات دولية مشتركة
يشترك البلدان في عضوية مجموعة من المنظمات الدولية، منها:
| علم المنظمة | اسم المنظمة                             | تاريخ انضمام بلجيكا | تاريخ انضمام بولندا |
| ----------- | --------------------------------------- | ------------------- | ------------------- |
|             | اتفاقية السماوات المفتوحة               | ?                   | ?                   |
|             | الوكالة الدولية للطاقة                  | ?                   | 25 سبتمبر 2008      |
|             | منظمة التجارة العالمية                  | ?                   | 1 يوليو 1995        |
|             | الأمم المتحدة                           | 27 ديسمبر 1945      | 24 أكتوبر 1945      |
|             | حلف شمال الأطلسي                        | 4 أبريل 1949        | 12 مارس 1999        |
|             | الاتحاد الدولي للاتصالات                | 1866                | 1921                |
|             | منظمة التعاون الاقتصادي والتنمية        | ?                   | 22 نوفمبر 1996      |
|             | مجلس أوروبا                             | ?                   | 26 نوفمبر 1991      |
|             | وكالة الفضاء الأوروبية                  | ?                   | 19 يناير 2012       |
|             | مجموعة أستراليا                         | 1985                | 1994                |
|             | المنظمة الأوروبية لسلامة الملاحة الجوية | 1960                | 2004                |
|             | الاتحاد الأوروبي                        | 25 مارس 1957        | 1 مايو 2004         |
|             | الاتحاد البريدي العالمي                 | ?                   | 1 مايو 1919         |
|             | يونسكو                                  | 29 نوفمبر 1946      | 6 نوفمبر 1946       |
|             | مؤسسة التنمية الدولية                   | 2 يوليو 1964        | 28 أكتوبر 1960      |
|             | منظمة حظر الأسلحة الكيميائية            | ?                   | ?                   |
|             | نظام تحكم تكنولوجيا القذائف             | 1990                | 1998                |
|             | وكالة ضمان الاستثمار متعدد الأطراف      | 18 سبتمبر 1992      | 29 يونيو 1990       |
|             | منظمة الشرطة الجنائية الدولية           | ?                   | ?                   |
|             | المنظمة الهيدروغرافية الدولية           | ?                   | ?                   |
|             | مؤسسة التمويل الدولية                   | 27 ديسمبر 1956      | 29 ديسمبر 1987      |
|             | البنك الدولي للإنشاء والتعمير           | 27 ديسمبر 1945      | 27 يونيو 1986       |
|             | الفريق المعني برصد الأرض                | ?                   | ?                   |
|             | مجموعة الموردين النوويين                | ?                   | ?                   |
|             | مركز تنسيق الحركة في أوروبا ‏            | ?                   | ?                   |
|             | منظمة الأمن والتعاون في أوروبا          | 25 يونيو 1973       | 25 يونيو 1973       |

## أعلام
هذه قائمة لبعض الشخصيات التي تربطها علاقات بالبلدين:
- ألكساندر زرنياتنسكي (لاعب كرة قدم بلجيكي، 28 يوليو 1960[30] – )
- الأميرة إليزابيث، دوقة برابانت (25 أكتوبر 2001 – )
- الملكة ماتيلد من بلجيكا (ملكة بلجيكا القرينة، 20 يناير 1973[31] – )
- إليانور أميرة بلجيكا (16 أبريل 2008 – )
- إيمانويل أمير بلجيكا (4 أكتوبر 2005 – )
- توماش رادزينسكي (لاعب كرة قدم كندي، 14 ديسمبر 1973[32] – )
- طوماس كامينسكي (لاعب كرة قدم بلجيكي، 23 أكتوبر 1992[33] – )
- غابرييل أمير بلجيكا (أمير بلجيكا، 20 أغسطس 2003 – )

## وصلات خارجية
- موقع وزارة الخارجية البلجيكية
- موقع وزارة الخارجية البولندية